# 木村庄之助 (13代)
13代 木村 庄之助（じゅうさんだい きむら しょうのすけ、1808年 - 1879年2月15日）は、大相撲の立行司。本名は成田小太郎。出身地は福井県武生市。

## 人物
幕末から明治にかけて23年間にわたって立行司をつとめた。浦風林右エ門の弟子で9代庄之助に師事した。初名は木村小太郎、のちに幸太郎、市之介(助)を名乗り、1848年11月に3代木村夛司馬を襲名。13代庄之助の座をめぐって6代庄九郎と対立、その座を勝ち取った。長く庄之助に在位、引退後は年寄・木村松翁となった。